# Дерябін Петро Сергійович
Петро́ Сергі́йович Деря́бін (рос. Пётр Серге́евич Деря́бин; нар. 1921 — пом. 20 серпня 1992) — офіцер НКВС та МДБ, агент особистої охорони Йосипа Сталіна, що перейшов на бік США у 1954 році й надалі працював на ЦРУ та АНБ.

## Життєпис
Народився в Алтайському краї в Сибіру. Дані про дату народження Дерябіна розходяться, оскільки у своїй книзі «Таємний світ» 1959 року він вказав дату свого народження як 13 лютого 1921, натомість у списку розшукуваних КДБ осіб за 1979 рік датою його народження вказано 1919 рік.
Член Комуністичної партії Радянського Союзу, навчався в Бійському педагогічному училищі й Інституті марксизму-ленінізму. Брав участь у німецько-радянській війні, під час якої був чотири рази поранений і переведений у СМЕРШ Військово-морських сил СРСР. Пізніше обіймав посаду слідчого у Народному комісаріаті внутрішніх справ СРСР, де врешті-решт перейшов до штабу організації та отримав звання полковника.
У кінці війни був розміщений у Відні, а згодом переведений до Москви, де протягом короткого часу працював офіцером безпеки в Кремлі під керівництвом Сергія Круглова, очільника Міністерства внутрішніх справ з 1945 до 1953 року, чиїм основним обов'язком була особиста безпека Йосипа Сталіна за межами Кремля і під час його поїздок за кордон. Круглов і Дерябін супроводжували його на конференціях у Ялті, Тегерані та Потсдамі.

### Утеча до США
Після війни підвищений до посади в зовнішній розвідці під керівництвом Лаврентія Берії та Віктора Абакумова, тодішнього очільника СМЕРШ. У 1953 році, після смерті Сталіна, Дерябін перебував у Відні на посаді начальника радянської контррозвідки, а також керівника Комуністичної партії всієї австро-німецької частини окупованих СРСР територій. У 1954 році Дерягін, що був свідком злочинів у вищих ешелонах радянської влади під час свого перебування на посаді агента особистої безпеки Сталіна, утік у США «вантажним потягом через окуповану радянськими військами територію поблизу Відня» і став таким чином найвищим за рангом радянським розвідником-перебіжчиком на той час.
Утечу саме до США згодом обґрунтовував тим, що відчував, що вони «не відступлять, коли СРСР вимагатиме мого повернення». У свою чергу Військова колегія Верховного суду СРСР заочно засудила його до смертної кари.
У 1954 році Дерягін дав свідчення перед Комісією розслідування антиамериканської діяльності та Сенатом США, під час якого заявив, зокрема, що Самуїл Шварцбард, анархіст і вбивця Симона Петлюри, був радянським агентом та вбив Петлюру на замовлення Москви, а не через мотив помсти, про що той заявляв раніше.

### Подальше життя
Після своєї втечі і переїзду до США Дерябін закінчив аспірантуру в Мічиганському та Вірджинському університетах і почав службу в Центральному розвідувальному управлінні. Дерябін став експертом ЦРУ з історії та оперативної техніки радянської розвідки, навчав майбутніх агентів, читав лекції в Коледжі воєнної розвідки, у 1965 році підготував до друку таємно виданий том «Записки Пеньковського», який містив документи і матеріали, надані ЦРУ і МІ-6 полковником радянської воєнної розвідки КДБ Олегом Пеньковським.
За кілька днів після вбивства президента Кеннеді Дерябін написав розлогий меморандум для ЦРУ, в якому висунув теорію, що Лі Гарві Освальд був агентом КДБ, якого або відрядили вбити Кеннеді, або відправили до США з іншою метою, а потім він вчинив вбивство самостійно, а не був убитий. Дерябін стверджував, що Радянський Союз таким чином досяг би кількох цілей, усунувши Кеннеді. Серед них було усунення головної західної сили холодної війни, обмеження таємних дій США проти Куби, які були б затавровані як акти помсти, а також відволікання уваги радянських громадян від його численних внутрішніх проблем.
Він також брав участь у справі Юрія Носенка як допитувач і редактор секретних записів під час зустрічей Носенка з агентами ЦРУ Теннентом Беглі та Джорджем Кізельватером, у яких він виявив 150 помилок, зроблених російськомовним Кізевальтером.
Носенко також був радянським перебіжчиком, однак деякі агенти розвідувального управління вважали його агентом КДБ. Його жорстко допитували й утримували у спартанських умовах, зокрема в одиночній камері. Дерябін був одним з офіцерів ЦРУ, який також вважав його «кротом», стверджуючи, що деталі розповідей Носенка про його досвід роботи в СМЕРШ та НКВС не збігаються з власним досвідом Дерябіна в цих відомствах.
Дерябін вважався цінним агентом, коли Агентство національної безпеки США активізувало свою діяльність у 1970-х роках, і той увійшов до його лав під час візиту до Форт-Мід у 1973 році. Докладний звіт про це розсекретили тільки 2012 року. У 1981 році Дерябін пішов у відставку.

### Смерть
Дерябін помер після інсульту 20 серпня 1992 року в Північній Вірджинії. На момент смерті в нього залишилися члени сім'ї, імена яких ЦРУ тримало в таємниці. За даними управління, знання і розуміння Дерябіна про КДБ були «основою для знань Заходу про комітет».

## Книги
- The Secret World (1959; у співавторстві з Френком Гібні);
- Watchdogs of Terror (1984);
- KGB, Masters of the Soviet Union (1990; у співавторстві з Теннентом Беглі);
- The Spy Who Saved the World: How a Soviet Colonel Changed the Course of the Cold War (1992; у співавторстві з Джерольдом Шектером і Олегом Пеньковським);
- Inside Stalin's Kremlin (1998).